# 格雷彭
格雷彭（德語：Greppen）是瑞士琉森州的一个市镇，位於該國中部，面積3.32平方公里，四成土地是農業用地，海拔高度447米，2011年人口1,021，人口密度每平方公里308人。

## 外部連結
- Official Website of the municipality of Greppen (in German) （页面存档备份，存于）
- "Fusion" Project Website (in German)